# Фортино, Лаура
Лаура Фортино  (англ. Laura Fortino; род. 30 января 1991, Гамильтон, Онтарио) — канадская хоккейная защитница, игрок сборной Канады. Чемпионка Олимпийских игр 2014 года, чемпионка мира 2012 года. 
Начала заниматься хоккеем в возрасте трёх лет. Кумирами в детстве были хоккеисты — Рэймонд Бурк и Бобби Орр. По завершении спортивной карьеры планирует получить ещё одно образование и стать врачом. С 2009 по 2013 годы выступала за команду Корнеллского университета в чемпионате NCAA (США).